# Festa della Repubblica Ciuvascia
La festa della Repubblica Ciuvascia viene celebrata il 24 giugno a ricordo della nascita della Repubblica. Prima di questa ricorrenza è d'usanza celebrare l'Akatuj.

## Storia

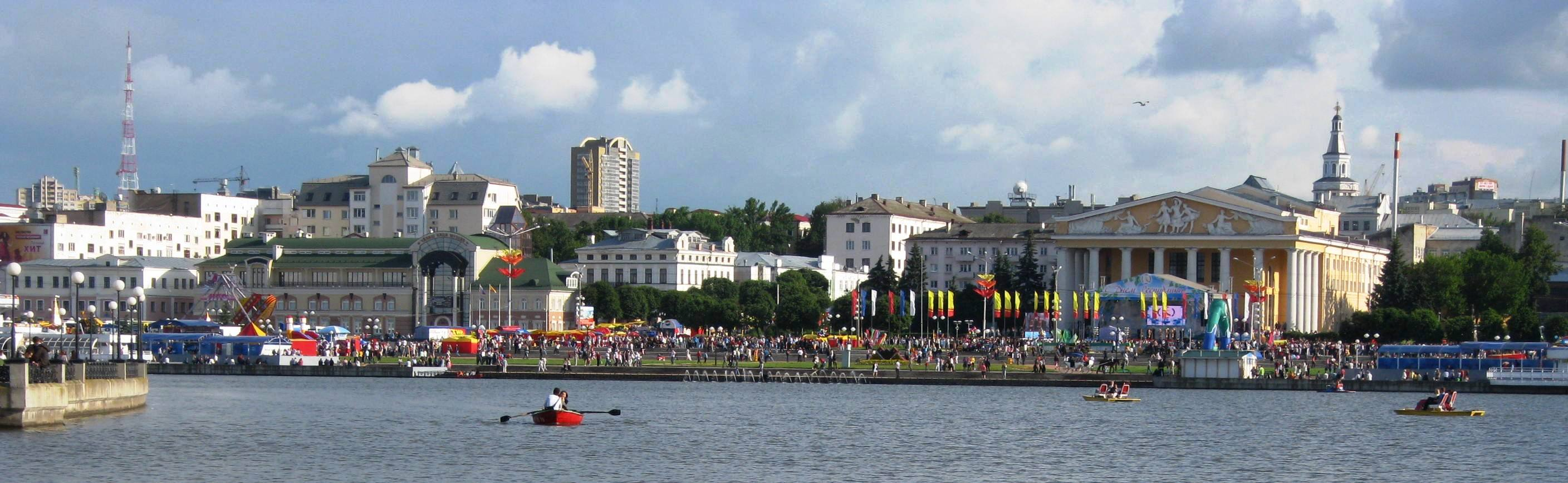
Una delle manifestazioni che si celebrano durante la Festa della Repubblica Ciuvascia, una regata nella baia di Čeboksary

Nata ufficialmente il 24 giugno 1995, per commemorare il 75º anniversario della nascita della Repubblica Autonoma della Ciuvascia, fondata nel 1920. Il 4 maggio 2000 l'allora presidente della Repubblica Ciuvascia Nikoláj Vasíl’evič Fëdorov, riconoscendo l'importanza storica dello sviluppo della statualità ciuvascia, ha preso l'atto di istituire una festa nazionale in Ciuvascia.

## Eventi
Nella festa della Repubblica nelle varie città e villaggi della Ciuvascia, vengono organizzate varie manifestazioni culturali e festeggiamenti di massa. In questo giorno arrivano varie delegazioni dalle varie repubbliche federate russe e ospiti stranieri. Tra gli eventi più importanti che si tengono in questo giorno: il Festival "Sorgenti della Russia" (già "Sorgenti della regione del Volga") una mostra interregionale. I festeggiamenti principali si tengono nella capitale Čeboksary, sulla Piazza Rossa (nota precedentemente come piazza della Repubblica) e sui argini della baia di Čeboksary. I festeggiamenti culminano alle 23 con fuochi artificiali e spettacoli pirotecnici.